# Nueve de Julio (San Juan)
Nueve de Julio es la localidad cabecera y asiento de autoridades gubernamentales  del departamento homónimo, ubicada en el centro sur de la provincia de San Juan, casi en el centro del oasis del valle del Tulúm, Argentina. Es núcleo de una importante región vinícola y hortícola por excelencia de la provincia ya mencionada

## Geografía

### Población

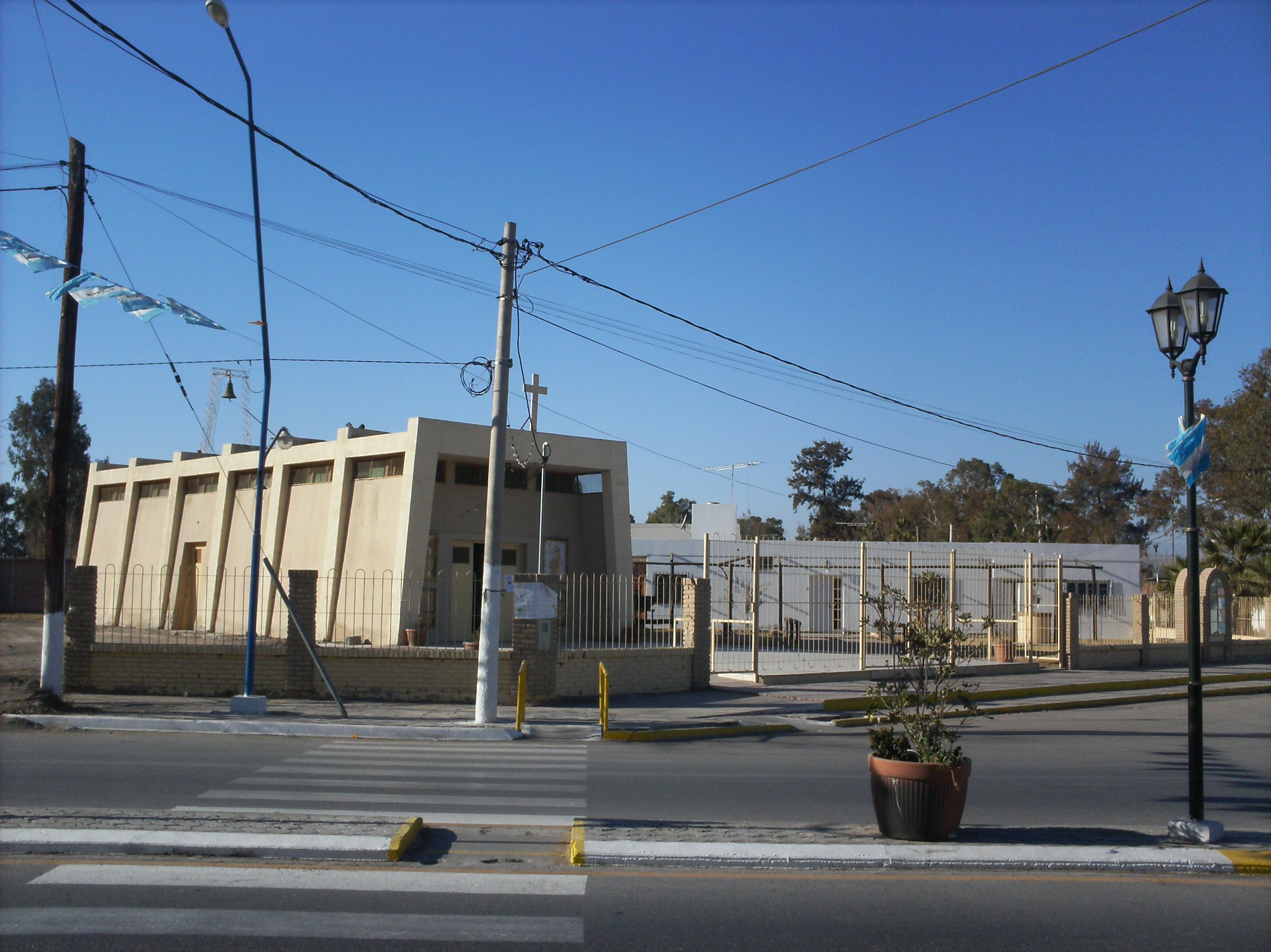
Vista de la iglesia católica matriz de 9 de Julio.

De acuerdo con datos del censo nacional realizado en el año 2022, Nueve de Julio cuenta con 12.074 habitantes, lo que representa un incremento del 80% frente a los 2416 habitantes (Indec, 1991) tres décadas antes.

### Aspecto y posición

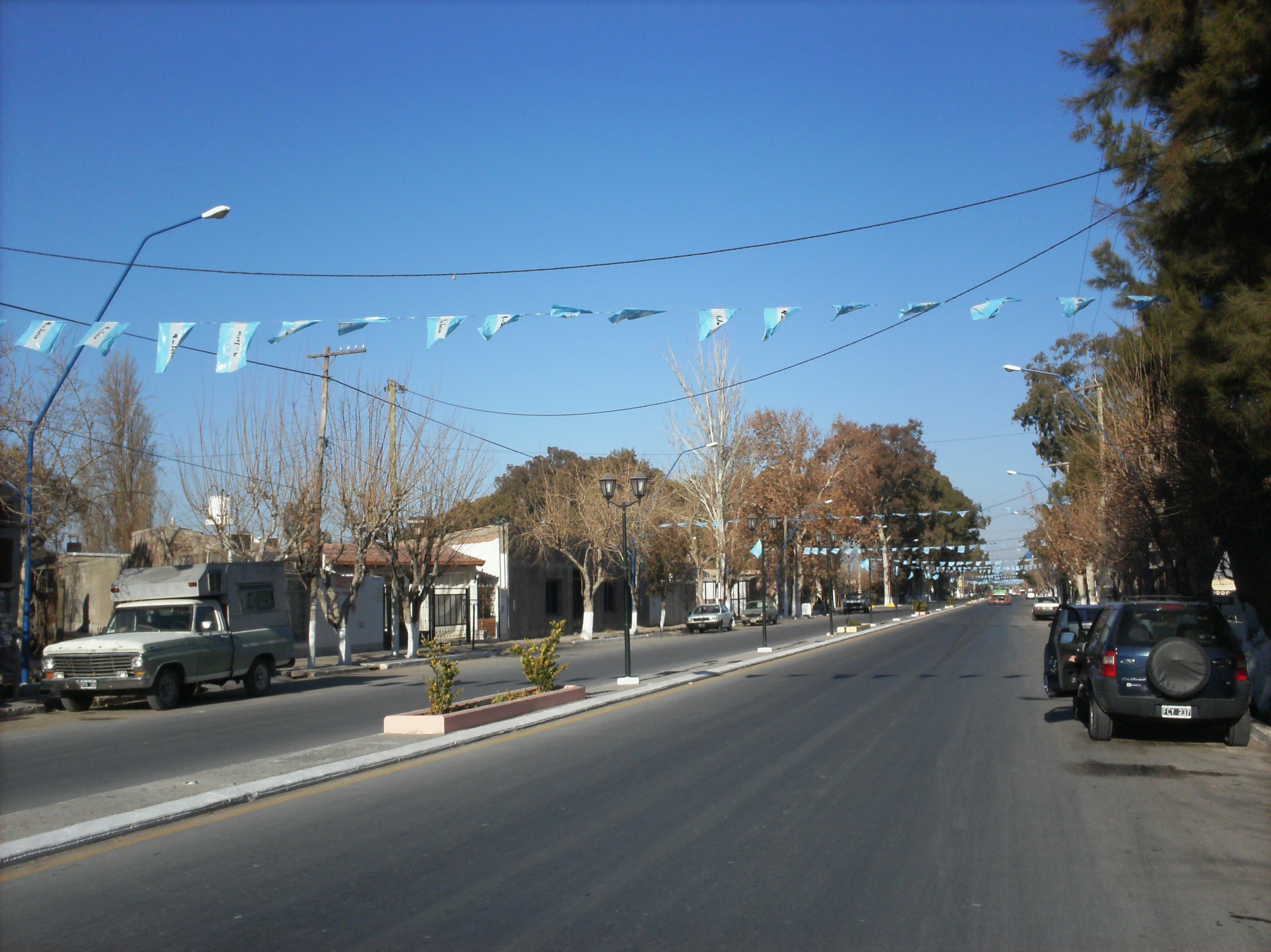
Vista de la Diagonal San Martín, la principal arteria vial de 9 de Julio.

De escasa población y entorno rural es la localidad de 9 de julio, donde prevalecen importantes plantaciones de vid. Se encuentra emplazada escasos kilómetros de la margen derecha del río San Juan, en el centro este del principal oasis de la provincia el denominado Valle del Tulúm. Se halla posicionada en el centro sur de la provincia de San Juan, al este de la ciudad de San Juan, a 11 kilómetros aproximadamente, en la parte central del departamento 9 de Julio

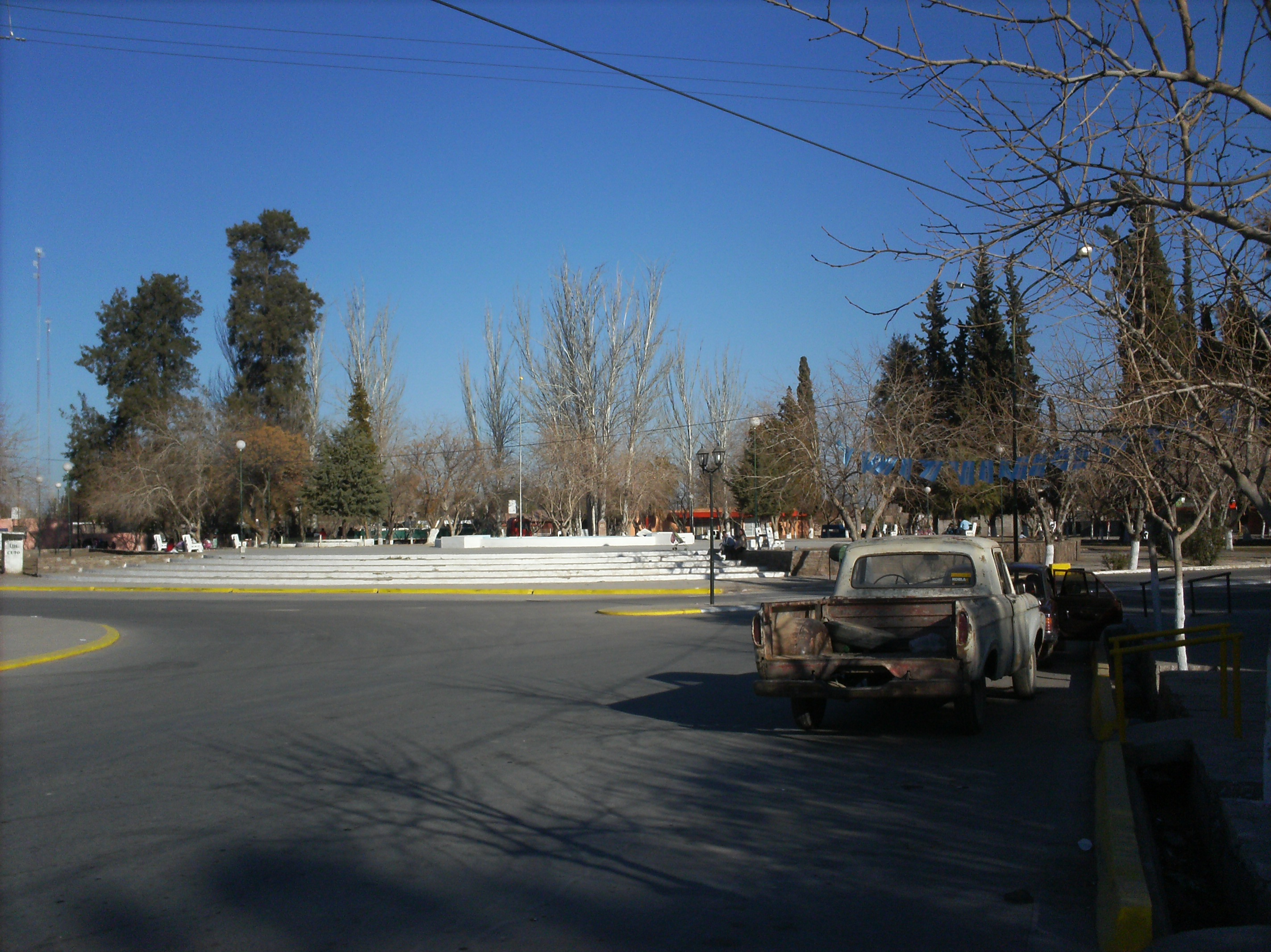
Vista del espacio verde principal de 9 de Julio.

### Sismicidad
La sismicidad del área de Cuyo (centro oeste de Argentina) es frecuente y de intensidad baja, y un silencio sísmico de terremotos medios a graves cada 20 años en distintas áreas aleatorias.
Terremoto de Caucete 1977el 23 de noviembre de 1977, la región fue asolada por un terremoto y que dejó como saldo lamentable algunas víctimas, y un porcentaje importante de daños materiales en edificaciones.
Sismo de 1861aunque dicha actividad geológica catastrófica, ocurre desde épocas prehistóricas, el terremoto del 20 de marzo de 1861 señaló un hito importante dentro de la historia de eventos sísmicos argentinos ya que fue el más fuerte registrado y documentado en el país. A partir del mismo la política de los sucesivos gobiernos mendocinos y municipales han ido extremando cuidados y restringiendo los códigos de construcción. Y con el terremoto de San Juan de 1944 del 15 de enero de 1944 (81 años) el gobierno sanjuanino tomó estado de la enorme gravedad sísmica de la región.
El Día de la Defensa Civil fue asignado por un decreto recordando el sismo que destruyó la ciudad de Caucete el 23 de noviembre de 1977, con más de 40.000 víctimas sin hogar. No quedaron registros de fallas en tierra, y lo más notable efecto del terremoto fue la extensa área de licuefacción (posiblemente miles de km²).
El efecto más dramático de la licuefacción se observó en la ciudad, a 70 km del epicentro: se vieron grandes cantidades de arena en las fisuras de hasta 1 m de ancho y más de 2 m de profundidad. En algunas de las casas sobre esas fisuras, el terreno quedó cubierto de más de 1 dm de arena.

## Parroquias de la Iglesia católica en Nueve de Julio
| Arquidiócesis | San Juan de Cuyo           |
| ------------- | -------------------------- |
| Parroquia     | Nuestra Señora del Rosario |